# Facies

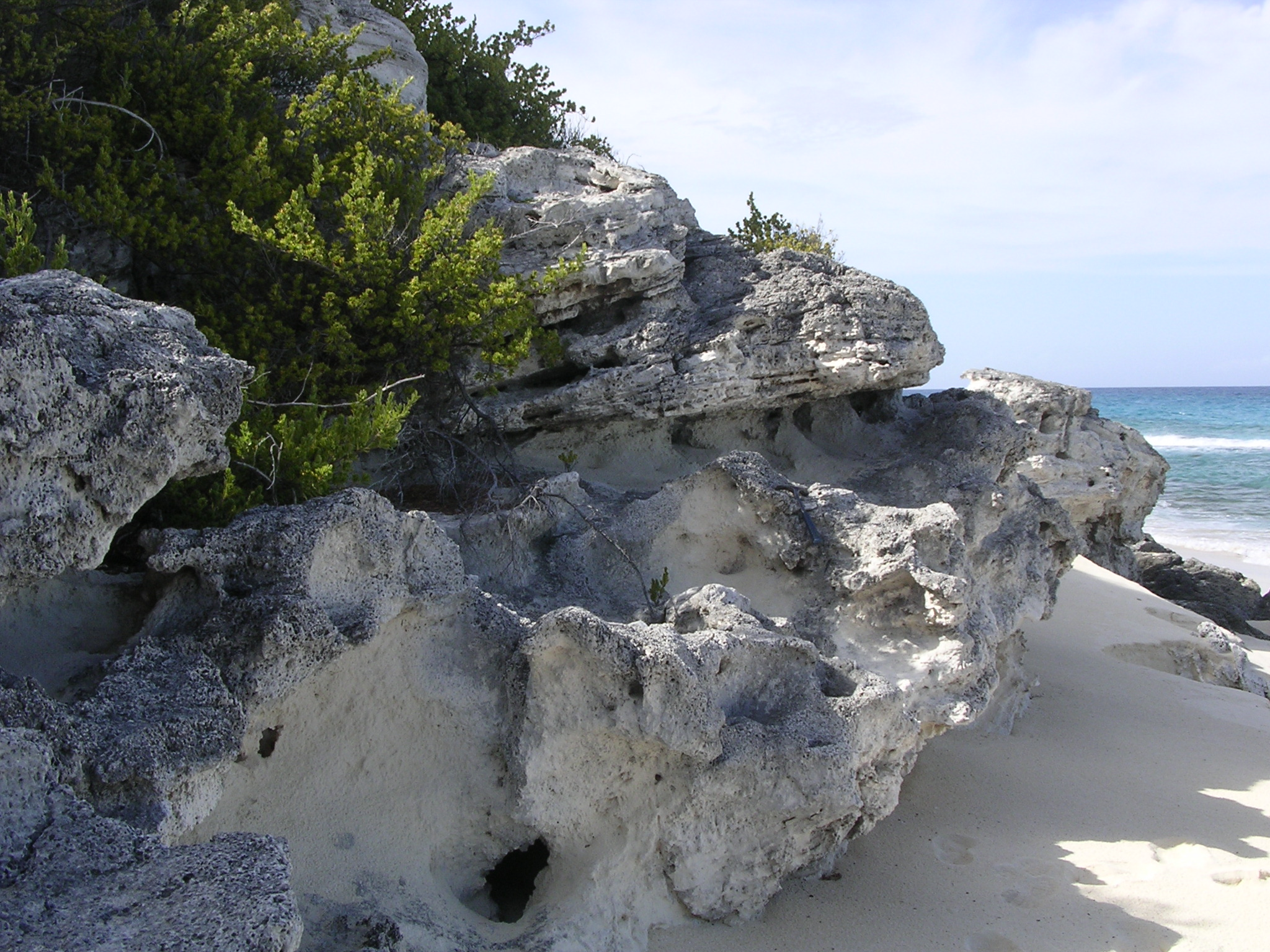
Eolianite dell'Olocene a Long Island (Bahamas).

Il termine facies, dal latino facies, faciei (aspetto, apparenza), descrive l'associazione di alcune caratteristiche fisiche, chimiche e/o biologiche che permettono di differenziare e quindi distinguere un corpo roccioso da un altro.
Il concetto è stato introdotto dal geologo svizzero Amanz Gressly nel 1838 ed è parte del suo importante apporto alla moderna stratigrafia.
Il termine facies, mutuato dall'originario ambito della stratigrafia, assume rilievo anche in archeologia, dov'è utilizzato per la descrizione di oggetti facenti parte di un orizzonte omogeneo.

## Discussione del termine
Nella sua applicazione pratica odierna, il termine facies viene utilizzato in diversi ambiti di Scienze della Terra, valutando in funzione della natura della roccia in esame e degli scopi dello studio quali caratteristiche litologiche, 
paleontologiche e petrografiche di una roccia siano utili per definire univocamente una facies, tali da poterla riconoscere in altre rocce simili ed al contempo renderla distinguibile dalle altre litologie.
Spesso con questo termine ci si riferisce ad un litosoma con specifiche caratteristiche e associato ad una roccia ben determinata, che si è formata sotto particolari condizioni, riflettendo il suo particolare ambiente di formazione. Questi tipi di facies sono a loro volta suddivisi in sottogruppi, sulla base di caratteristiche quali gli ambienti metamorfici o sedimentari di formazione e la composizione originale della roccia.
Dalla sua definizione iniziale, il concetto di facies è stato in seguito esteso ad altri concetti geologici.

## Facies sedimentarie
Le facies sedimentarie sono generalmente definite a seconda delle strutture sedimentarie osservabili entro la roccia e/o della natura del sedimento in esame. Le facies basate su caratteri petrologici, come la grandezza dei granuli e la mineralogia, sono dette litofacies, mentre quelle distinte in base al loro contenuto di fossili si chiamano biofacies.
Col tempo l'uso del termine facies, nella geologia sedimentaria si è esteso fino a diventare un sinonimo di sedimento caratteristico di un preciso ambiente sedimentario. Così sovente l'espressione facies sedimentaria viene usata per indicare l'ambiente deposizionale di un sedimento, e sono definite facies per ogni tipo di sedimento di una data area o ambiente, quali ad esempio facies deltizie. 

### Legge di Walther per le facies
La legge di Walther, dal nome del geologo Johannes Walther, afferma che la successione verticale di facies sedimentarie riflette i cambiamenti laterali nell'ambiente deposizionale. Un esempio tipico di questa legge è dato dalla successione stratigrafica verticale risultante dai sedimenti, che testimoniano la regressione o la trasgressione del mare rispetto al luogo sulla superficie terrestre in cui si sta analizzando la sequenza sedimentaria.

## Facies paleontologiche
Le associazioni di particolari fossili vengono utilizzate per definire particolari facies nelle rocce sedimentarie. L'analisi micropaleontologica di sezioni sottili permette di definire delle microfacies sulla base del loro contenuto fossilifero. 
Particolari sono le palinofacies, associazioni caratteristiche di microfossili organici, in particolare spore vegetali, molto utili soprattutto negli studi delle serie continentali e nella geologia dei depositi quaternari.

## Facies metamorfiche
La sequenza di minerali che si sviluppano durante un progressivo metamorfismo definisce una serie di facies metamorfiche dipendenti dalla pressione e temperatura alla quale ha avuto luogo il metamorfismo; infatti si è determinato che, nell'ambito di specifici campi di valore di temperatura e pressione, si formano associazioni tipiche di specifici minerali.

## Facies sismiche
Dall'osservazione di sezioni sismiche a larga scala, le unità sismiche riconoscibili per particolari loro geometrie deposizionali o attributi sismici (quali ad esempio attenuazione del segnale, frequenze, velocità di intervallo) sono anche dette facies sismiche.

## Elettrofacies
Una elettrofacies, (electrofacies nella terminologia anglosassone) è definita dall'insieme dei responsi dei log che caratterizzano un determinato livello entro una successione sedimentaria, e permettono di distinguerlo rispetto ai livelli adiacenti. Le elettrofacies sono utilizzate prevalentemente nell'ambito della geologia del petrolio, per scopi di studio e caratterizzazione di giacimento. Per la definizione di elettrofacies vengono utilizzati strumenti di analisi statistica automatica, come la cluster analysis e la discriminant analysis.

## Archeologia
Mutuato dalla stratigrafia geologica, il termine facies in senso archeologico (e specialmente in ambito paletnologico), vale come categoria descrittiva dell'insieme degli aspetti e delle caratteristiche di una classe di manufatti omogenei. 
Accompagnato dalla denominazione del gruppo di manufatti che identifica (facies di Fiorano, facies di Castelluccio, di Capo Graziano, di Pantalica, della "ceramica impressa", "del bicchiere campaniforme", ecc.), il termine sostituisce un uso troppo generico del concetto di "cultura" (che meglio esprime, invece, una categoria interpretativa).